# Naung-Mungkruiplijster
De Naung-Mungkruiplijster (Napothera naungmungensis synoniem: Jabouilleia naungmungensis) is een zangvogel uit de familie Pellorneidae. De soort werd in 2005 in het Amerikaanse ornithologische tijdschrift Auk geldig beschreven als Jabouilleia naungmungensis.

## Verspreiding en leefgebied
Deze soort is endemisch in noordelijk Myanmar.